# 京都市立向島藤の木小学校
京都市立向島藤の木小学校（きょうとしりつ むかいじまふじのきしょうがっこう）は、京都市伏見区向島藤ノ木町にある公立小学校。略称「藤小」、「藤の木小」。

## 概要
所在地：612-8132
京都市伏見区向島藤ノ木町82-5

## 沿革
- 1982年（昭和57年）4月 京都市立向島小学校東分校として創立
- 1983年（昭和58年）4月1日 京都市立向島藤の木小学校として独立し開校
- 2006年（平成18年）4月 2学期制を導入

・2018年（平成30年） 3学期制導入

## 校歌
- 作詞・作曲 藤村 徹

## 校区
向島清水町（向島ニュータウン11街区）、向島鷹場町（向島ニュータウン10街区）向島東泉寺町、向島藤ノ木町（向島ニュータウン9街区）、向島丸町（向島ニュータウン7街区・8街区）、向島渡シ場町を校区とする。卒業後は基本的に京都市立向島東中学校へ進学する。
- 向島ニュータウン
- 向島駅

## 交通アクセス
- 近鉄京都線 向島駅から東へ800m。徒歩約17分
- 京阪宇治線 観月橋駅から南東へ900m。徒歩約17分

## 校区が隣接している学校
- 京都市立向島小学校
- 京都市立向島秀蓮小中学校
- 宇治市立北槇島小学校